# SWEEPS-04
SWEEPS-04 è un pianeta extrasolare che orbita intorno alla stella SWEEPS J175853.92−291120.6 nella costellazione del Sagittario, approssimativamente a 27.710 anni luce dal sistema solare (basato su un modulo di distanza di 14,1), rendendolo (insieme a SWEEPS-11) il più distante esopianeta conosciuto. Questo pianeta è stato scoperto nel 2006 dal programma SWEEPS (Sagittarius Window Eclipsing Extrasolar Planet Search) mediante il metodo del transito.
Il limite superiore della massa del pianeta è 3,8 volte la massa di Giove. Il valore più probabile del suo raggio è 0,81 volte quello di Giove, ma l'incertezza di questo valore è abbastanza grande, circa il 12%. Il pianeta orbita ad una distanza media di 8.200.000 km (0.055 UA) dalla stella madre, impiegando 4,2 giorni per orbitare intorno ad essa.

## Galleria d'immagini

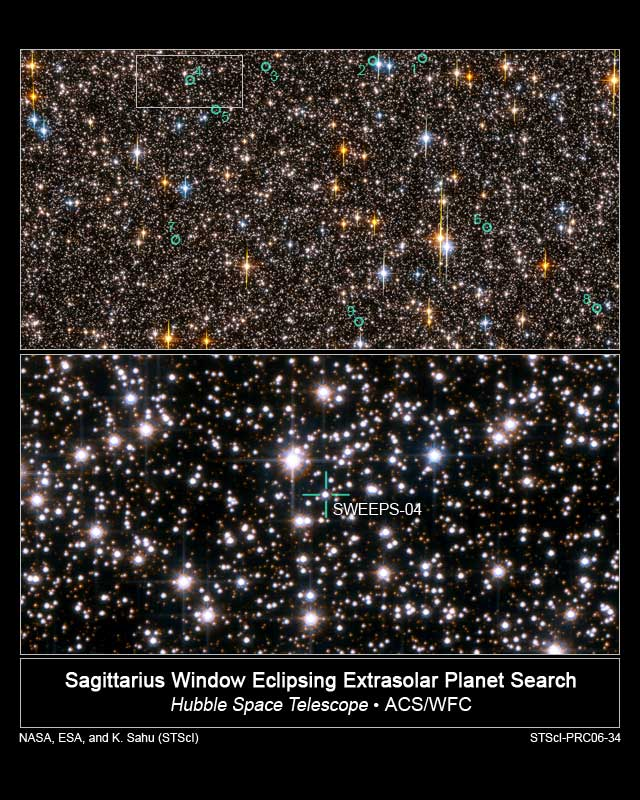
HST SWEEPS-4 2006
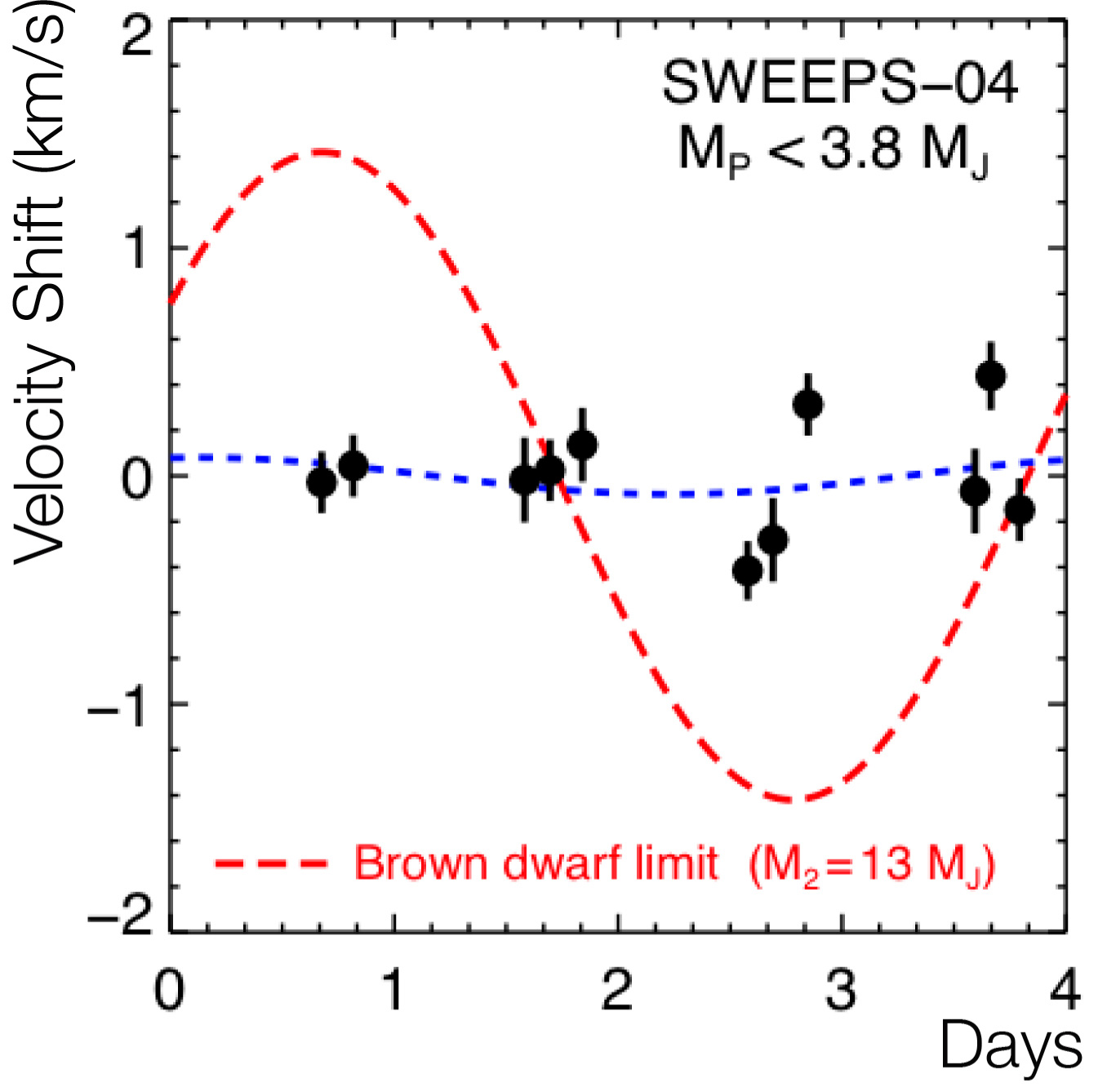
Misurazioni della velocità radiale di SWEEPS-04 (UVES-VLT)
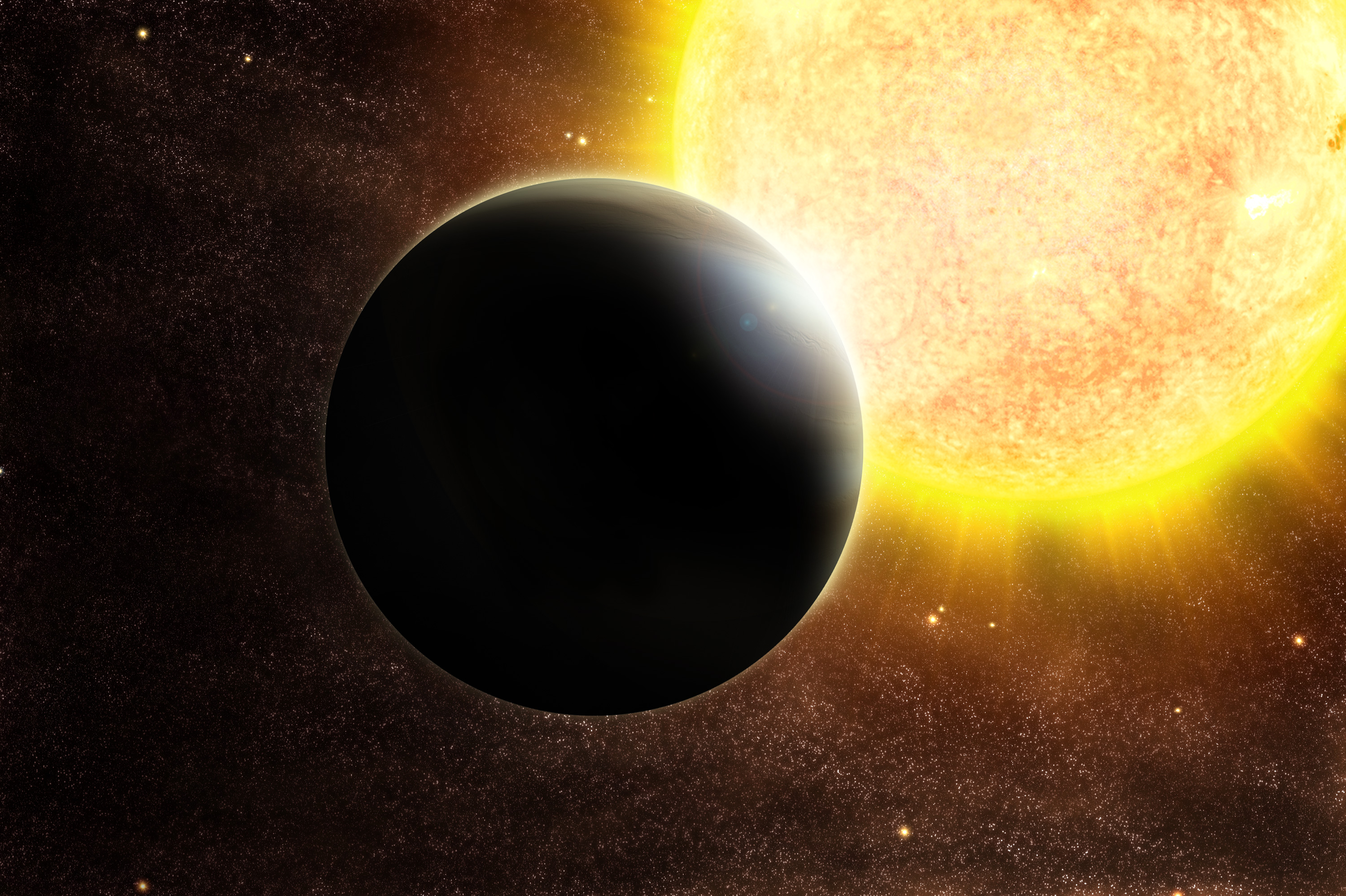
Rappresentazione artistica di SWEEPS J175853.92-291120.6 (in alto a destra) e del pianeta SWEEPS-04 (al centro)